# José Luis Chávez
José Luis Chávez Sánchez (Santa Cruz de la Sierra, 1986. május 18. –) bolíviai labdarúgó, a Bolívar középpályása kölcsönben a mexikói Atlastól.